# Jan Karol Lesiak
Jan Karol Lesiak (ur. 1 kwietnia 1913 w Krakowie, zm. 31 marca 1946 w wypadku samochodowym pod Sławą) – polski piłkarz, pomocnik.

## Życiorys
Był pierwszoligowym piłkarzem Garbarni Kraków. W reprezentacji Polski wystąpił tylko raz, w rozegranym 6 września 1936 spotkaniu z Łotwą, które Polska zremisowała 3:3.
Piłkarz zmarł w wyniku obrażeń poniesionych w wypadku autobusu, którym podróżował wraz z innymi piłkarzami, powracając z Poznania z meczu towarzyskiego (nieoficjalnego) reprezentacji Polski z Wartą Poznań.
Został pochowany na cmentarzu Rakowickim w Krakowie.